# Улица Виля Олава
Улица Ви́ля О́лава (латыш. Viļa Olava iela) — улица в Северном районе Риги, в Межапарксе. Пролегает в восточном и юго-восточном направлении от проспекта Сигулдас до улицы Эмила Дарзиня. Длина улицы — 367 метров.
Улица на всём протяжении заасфальтирована, разрешено движение в обоих направлениях. Общественный транспорт по улице не курсирует.

## История
Проложена в 1929 году и первоначально была названа «улица Олава» — в честь латвийского политолога, публициста и общественного деятеля Вилиса Олавса (1867—1917). В 1950 году переименована в честь советского писателя Николая Островского; в 1990 году было возвращено первоначальное название. Других переименований не было.

## Застройка и достопримечательности

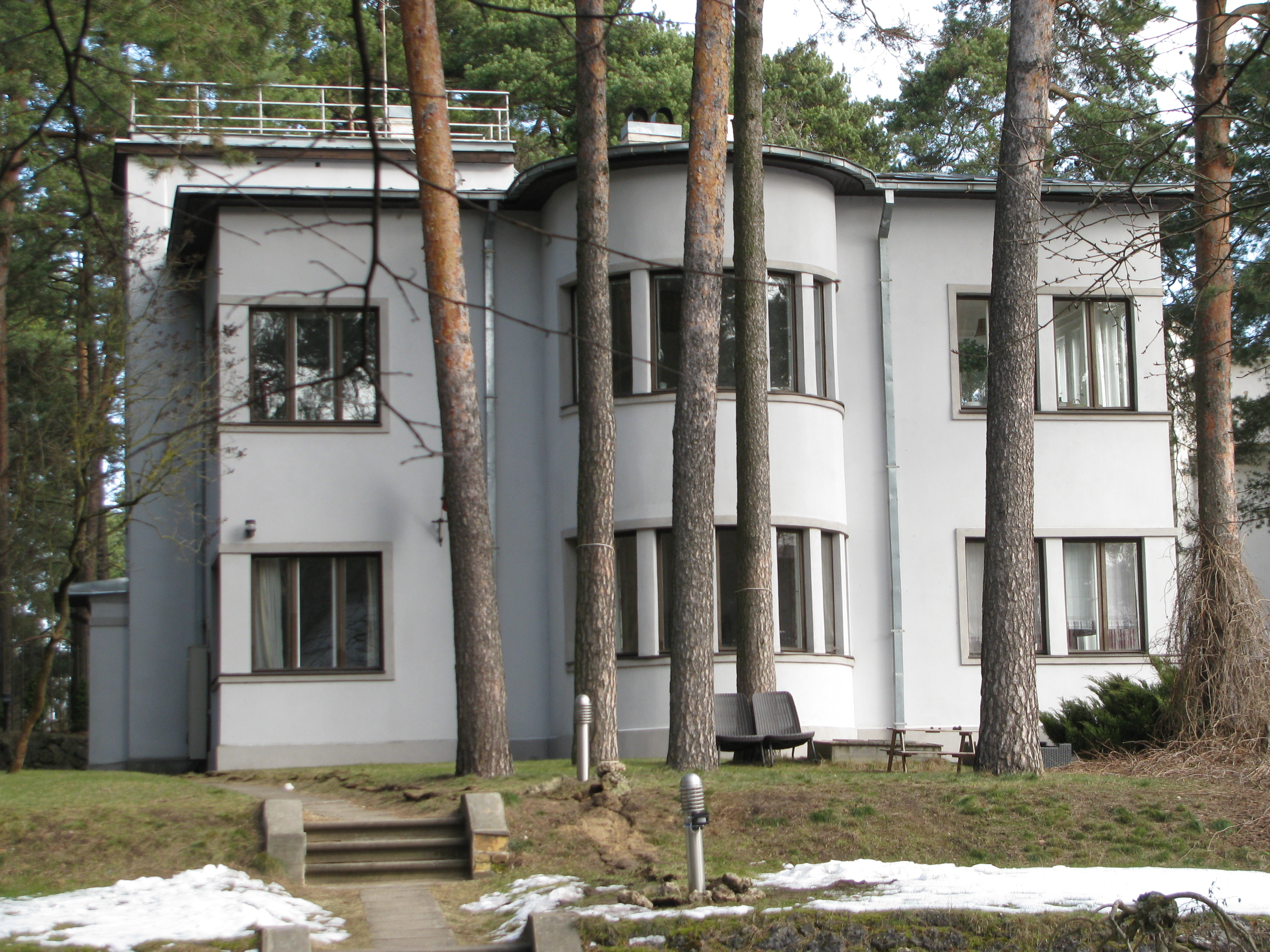
Дом № 12

Улица Виля Олава застроена преимущественно частными особняками 1930-х годов. 4 здания признаны памятниками архитектуры, в том числе 2 — памятниками государственного значения:
- Дом № 3 (архитектор Карлис Бикше[6], 1930) — памятник архитектуры государственного значения.
- Дом № 6 (архитектор Алфредс Биркханс, 1932) — памятник архитектуры местного значения.
- Дом № 11 (архитектор Д. Зариньш, 1934) — памятник архитектуры государственного значения.
- Дом № 12 (архитектор Аугустс Борманис, 1933) — памятник архитектуры местного значения.

## Прилегающие улицы
Улица Виля Олава пересекается со следующими улицами:
- проспект Сигулдас
- улица Порука
- улица Эмила Дарзиня